# Hans Hunziker (Unternehmer)
Hans Hunziker (* 3. Mai 1874 in Reinach AG; † 19. Dezember 1942 in Lugano; heimatberechtigt in Leimbach) war ein Schweizer Unternehmer.

## Leben
1873 führte sein Vater Johannes Hunziker erstmals Portlandzement in die Schweiz ein und stellte daraus moderne Zementwaren her. 1893 übernahm Hans Hunziker zusammen mit seinem Bruder die Firma und baute sie aus. 1907 wurde das Unternehmen neu gegründet und nach Brugg verlegt. Hunziker baute Niederlassungen in Olten, Pfäffikon, Brig und im Ausland auf, die zum Teil noch heute bestehen.